# Беренко, Павел Григорьевич
Павел Григорьевич Беренко (1903—1955) — участник Великой Отечественной войны, артиллерист, полный кавалер ордена Славы.

## Биография
Родился в 1903 году в селе Вотылевка (ныне Лысянского района Черкасской области Украины) в крестьянской семье.
После окончания начальной школы работал бухгалтером в столовой в городе Орехово-Зуево Московской области.
В Красной Армии с 20 августа 1941 года. На фронте с июля 1942 года. Член ВКП(б) с 1944 года.
Являясь командиром орудийного расчёта 233-го гвардейского артиллерийского полка 95-й гвардейской стрелковой дивизии, сражавшейся в составе 5-й гвардейской армии 2-го Украинского фронта, гвардии старший сержант Беренко 1 декабря 1943 года в бою за разъезд Дыковка в Знаменском районе Кировоградской области прямой наводкой поразил танк, уничтожил 2 автомобиля, артиллерийское орудие, 2 пулемёта и до 20 вражеских солдат.
11 и 12 августа 1944 года расчёт гвардии старшины Беренко, действуя в составе 1-го Украинского фронта, в бою на левом берегу реки Висла отразил 4 атаки немецких танков, самоходных орудий и мотопехоты, уничтожив средний танк, 2 бронетранспортёра и до 25 солдат и офицеров противника. Части вермахта, понеся большие потери на данном участке, были вынуждены перейти к обороне.
14 января 1945 года помощник командира взвода артиллерийской батареи гвардии старшина Беренко выдвинул орудие на западную окраину села Сковрона в районе города Пиньчув (Польша), где прямой наводкой уничтожил 8 пулемётных точек и более 20 солдат и офицеров противника, чем обеспечил успех наступлению советской пехоты. Артиллерийский расчёт Беренко одним из первых переправил орудие на левый берег реки Нида и метким огнём способствовал прорыву вражеских укреплений и захвату позиций противника.
После окончания войны был демобилизован и вернулся в город Орехово-Зуево. Работал на заводе «Карболит».
Умер 21 апреля 1955 года.

## Награды

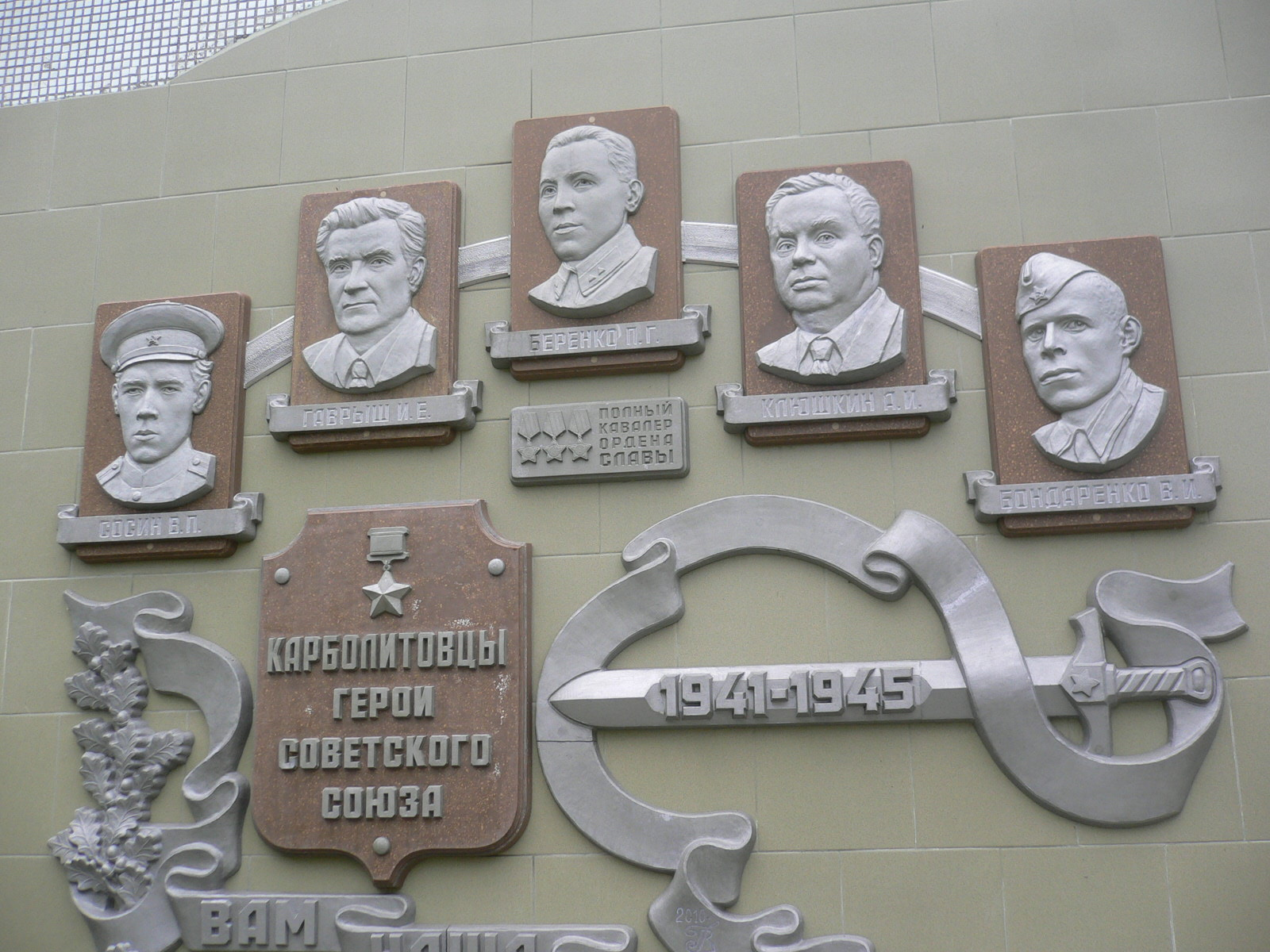
Мемориальная доска на здании школы № 12

- Орден Славы I степени — 10 апреля 1945
- Орден Славы II степени — 18 сентября 1944
- Орден Славы III степени — 14 декабря 1943
- медали СССР

## Память
- В 2010 году на здании средней школы № 12 города Орехово-Зуево установлена мемориальная доска с барельефным портретом полного кавалера ордена Славы П. Г. Беренко.